# Rodrigo Mora (football, 1987)
Pour les articles homonymes, voir Rodrigo Mora et Mora.
Rodrigo Nicanor Mora Núñez est un joueur de football uruguayen, né le 29 octobre 1987 à Rivera, qui évolue au poste d'attaquant.

## Biographie
Rodrigo Mora évolue en Uruguay, au Portugal, en Argentine et au Chili.
Il dispute de nombreux matchs en Copa Libertadores et en Copa Sudamericana.

## Palmarès
Avec River Plate
- Vainqueur de la Copa Libertadores en 2015 et 2018
- Vainqueur de la Copa Sudamericana en 2014
- Vainqueur de la Recopa Sudamericana en 2015 et 2016
- Vainqueur de la Coupe d'Argentine en 2016
- Vainqueur de la Supercoupe d'Argentine en 2017
- Vainqueur de la Coupe Suruga Bank en 2015